# CRISIS 公安機動捜査隊特捜班
『CRISIS 公安機動捜査隊特捜班』（クライシス こうあんきどうそうさたいとくそうはん）は、関西テレビ（カンテレ）制作・フジテレビ系の火曜21時ドラマ枠にて2017年4月11日から6月13日まで放送された刑事ドラマである。主演は小栗旬。

## あらすじ
国家を揺るがす規格外の事件に立ち向かう規格外の特捜班たち。相手はテロリスト、政治家、新興宗教、軍事スパイと想像をはるかに超える脅威ばかり。刻々とタイムリミットが迫る驚愕の展開の数々に、善と悪が入り乱れる中で危機的状況。それぞれの正義と苦悩が交錯する。 

## 登場人物

### 主要人物
稲見 朗（いなみ あきら）
演 - 小栗旬
本作品の主人公。警視庁公安部巡査部長。第1空挺団に所属していた元自衛官。
ある特殊任務で心に深い傷を負い、除隊し現在に至る。
一見チャラく接することで周囲との調和を図っていて、行きつけのバーでは若い女性に優しく言葉を掛けている。
それゆえに女性関係は奔放な様子。
高い格闘技術と身体能力の持ち主で、時に無鉄砲なまでに周囲の想像を超える派手な立ち回りで犯人を制圧する。
田丸 三郎（たまる さぶろう）
演 - 西島秀俊
警視庁公安部巡査部長。
稲見と同じ特捜班に所属するまじめでストイックな男。
ある事件をきっかけにかつていた公安部外事課から異動を命じられ、特捜班に引き抜かれた過去を持つ。
特に稲見のことを仲間と思って気に掛けており、稲見の潜入捜査の相手が皆殺しにされて敵討ちをしようとしたのを言葉を使わずに本来の仲間に戻って来るよう伝えた。

### 警視庁公安部

#### 警視庁公安部公安機動捜査隊特捜班
爆弾テロやゲリラ事件が発生した際、いち早く現場に急行し、現場周辺での聞き込みや目撃者の確保といった初動捜査を行う。
特殊な能力や技術を持っているが性格は一癖も二癖もあるメンバーは、公安機動捜査隊内に鍛冶警備局長がスカウトしてきた。
吉永 三成（よしなが みつなり）
演 - 田中哲司
特捜班班長。警部。元・警視庁捜査一課の刑事で、取り調べの名手。
一方で私生活では妻や小学生の娘とは別居中である。
樫井 勇輔（かしい ゆうすけ）
演 - 野間口徹
巡査部長。元・機動隊爆発物処理班の特捜班メンバー。
抜群の嗅覚を持ち、匂いが色分けされて見える「共感覚」の持ち主。
感情を滅多に荒らげることがない冷静な性格で事件現場でもどこか楽しそうな笑顔でいる。
大山 玲（おおやま れい）
演 - 新木優子
巡査部長。凄腕の元・ハッカーでサイバー情報分析のスペシャリスト。
クールながらも心に闇を抱えている。
また、お菓子が好きでデスクに沢山のお菓子が詰まったボトルが複数置いている他、カバンにもパソコンやCD-ROMなどの仕事上の道具に混じって入っている。高校時代ハッカーの仲間と一緒にトゥルーストゥルーパーズという未解決事件や国家権力が絡む事件を解決する目的のサイトを立ち上げ所属していたが、解決に限界を知り、一足先に抜けていた。そのサイトではメンバーのハンドルネームが幕末の藩士の名字であったことから、平成維新軍のサイトは前述のサイトの発展形だと探っている。デスクワーク専門であるが、格闘技術は高く、練習で稲見を倒したり、犯人を取り押さえるなど、体力もある。

#### その他公安関係者
鍛冶 大輝（かじ だいき）
演 - 長塚京三
警察庁警備局長。警視監。公安機動捜査隊特捜班の創設者。
極めてドライかつ合理的な考え方をする切れ者。
青沼 祐光（あおぬま ゆうこう）
演 - 飯田基祐
警視庁公安部公安総務課長。警視。
鍛冶の忠実な部下。特捜班には複雑な気持ちで接しているが林をカルト教団から救出した特捜班が大勢の信者に取り囲まれてしまったところにSATを出動させて窮地を救うなど決して否定的ではない。
林 智史（はやし ともふみ）
演 - 眞島秀和
公安部協力者。
田丸の職務上の手引きで2年前から新興宗教「神の光教団」に出家信者として潜入しているが、徐々に精神がすり減らされていく。

### 特捜班と所縁のある人物
林 千種（はやし ちぐさ）
演 - 石田ゆり子
智史の妻。専業主婦。
田丸とは定期的にある教会で密会し、生活費をもらっている。夫の状況を案じており、田丸に状況の改善の相談をする。
松永 芳（まつなが はな）
演 - 野崎萌香
大学職員。
バー「BAR40886」で落ち込んでいると、稲見に声をかけられる。
吉行
演 - 芹澤興人
稲見が行きつけのバー「BAR40886」のマスター。

### ゲスト

#### episode.1
- 星野司（警視庁捜査一課 管理官・宇田川圭介の事件を担当） - 堀部圭亮
- 河瀬（岡本文科大臣の命を狙う暗殺者） - 三元雅芸
- 宇田川圭介〈23〉[注 1]（嘉慶大学法学部 学生・宇田川外務大臣の息子） - 白洲迅
- 鳥越（警察官） - 桜井聖
- 高島（神の光教団 元信者・岡本文科大臣の命を狙う暗殺者） - 鈴木秀明
- バーの客 - 永池南津子
- 佐川知宏 (宇田川圭介の友人・嘉慶大学経営学部 学生) - 安藤瑠一
- ニュースキャスター - 吉崎仁康[10]（第3話・第7話・第10話）
- 女性キャスター - 美濃岡洋子[11]（第3話・第7話・第10話）
- リポーター - 片野晴道[12]
- キャスター - 喜谷知純（第3話）
- 鍛冶と食事する男性 - 神崎孝一郎[13]
- 島田 - 原岡見伍[14]
- 岡本史明（文部科学大臣） - 窪園純一（第8話）
- ニュースキャスター - 神谷未来紘
- 豊島美帆 - みはと[15]
- SP（岡本文科大臣のSP） - 山中良弘[16]（第8話）
- 君島 - 増田雄二[17]
- 西山（岡本文科大臣の秘書） - 吉野健夫[14]（第8話）
- 清水（岡本文科大臣のSP） - 柾賢志[18]（第8話）
- 男性（2年前稲見に撃たれた男） - 藤榮史哉（第3話・第5話・第9話・第10話）
- 神の光教団 信者 - 川口美穂[19]、植田有希子[19]
- 宇田川勇介（外務大臣・前国家公安委員長） - 植田茂[14]
- 鳥越恵美〈21〉（東京田園都市大学 学生・宇田川圭介らに暴行された後自殺している） - 井桁弘恵
- 桐生あやめ、大髙雄一郎[20]、安積美唯

#### episode.2
- 若松（西尾峯子の家から出ていく男を見送る男） - 山口祥行
- 古垣伸一郎（フリージャーナリスト・田丸の古い知人・元中央通信社 記者） - 大西武志
- 早川時枝（西尾峯子の隣人） - 赤間麻里子
- 財部（世田谷西病院 職員） - 岡部たかし
- 神谷透〈50〉（人気政治家・第2話終盤で内閣官房長官に就任） - 石黒賢（第5話）
- ドロレス（西尾峯子の同居者・高級少女売春婦） - 原菜乃華
- 遠藤多喜子（古垣が住んでいたマンションの住人・若松の人質になる） - 仲村瑠璃亜[21]
- アリス（西尾峯子の同居者・暴行を受け意識不明で世田谷西病院に入院中・高級少女売春婦） - 奥田七海
- 報道リポーター - 春山恵理[22]（役名：吉野貴子、第5話）、堀田篤[22]
- 西尾峯子（神谷が出入りする住居の家主） - 椿ゆきこ

#### episode.3
- 浜尾徹（与党政調会長） - 螢雪次朗
- 大畑（暴力団組長・譲の父） - 戸田昌宏
- 土岐田宗利（警視庁公安部長） - 奥田達士（第7話・第10話）
- 大畑譲（浜尾殺害の被疑者） - 大和孔太[23]
- 藤崎正一（大畑譲の仲間・誠二の兄） - 堀家一希[24]
- 藤崎誠二（大畑譲の仲間・正一の弟） - 西山潤
- 永山（田丸の情報屋） - ヨシダ朝
- 黒須一雄（元衆議院議員） - 児玉頼信
- 小森（浜尾のSP） - 片山享[25]
- 矢島 - 河野マサユキ[26]
- 浜尾の運転手 - 野村たかし[27]
- 浜尾の秘書 - 大矢三四郎[28]
- 黒須正義（黒須一雄の孫） - 伊奈聖嵐[29]
- 隣人（大畑譲たちが潜伏しているマンションの隣人） - 中村亮太[30][31]
- 石井（浜尾宅近辺の保育園の保育士） - 向衣琴
- 田伏 - 松長ゆり子[32]
- バーの客 - 山本成美、坪井ミサト
- 藤崎康正（黒須議員の元秘書・故人・正一たちの父） - 中山稔康[33]

#### episode.4
- 石黒（殺し屋・公務員） - 近藤公園
- 石立（殺し屋・古本屋 石立書店 店主） - 浜田学
- 有馬咲枝（丈博の元妻） - 奥貫薫
- 有馬丈博（東京工業科学大学航空宇宙工学 教授） - 小市慢太郎
- 記者（東京工業科学大学の爆発事故を現場から報じる記者） - 梅中悠介
- 片山（警官・有馬丈博の警備担当） - 中澤隆範[34]
- 池内（警官・有馬丈博の警備担当） - 辻川慶治[35]
- 清掃員（東京工業科学大学 清掃員） - 川村朋栄
- 丈博と咲枝の息子 - 新谷心
- 新谷志
- バーの客(大学職員 松永芳)　-野崎萌香

#### episode.5
- 仁科（暴力団 仁愛興業 会長） - 神尾佑
- 山岸（仁愛興業 構成員） - 山中アラタ
- 浅井 - 松永大輔[36]
- 沢田（仁愛興業 構成員） - 杉本哲太
- 熊井（留置場の同室の男） - ボブ鈴木[37]
- 輪島（仁愛興業 構成員） - 光山文章[38]
- 取引相手 - 大宮将司[39]
- 吉見（カフェ ウェイトレス） - 松田リマ[40]
- ヒットマン - 戸田信太郎、金山拓矢[41]
- 女性（神谷透の連れ） - 松岡音々[42]、神部美咲[43]
- 大隈厚志[44]、佐藤誠、鈴木孝之[45]、藤本健裕[46]、前川和也[47]、児玉拓郎[48]、花崎優羽、山田晴久、長戸浩二、古川直人、星野祐樹[49]、浜田優和

#### episode.6
- 乾陽一（警視総監・11年前 公安総務課 課長） - 嶋田久作
- 里見修一（11年前の地下鉄爆破テロ 指名手配犯・カルト教団 真実の光教 幹部） - 山口馬木也
- 羽田隼人（吉川健康食品 課長・真実の光教 信者）  - 山口翔悟
- 社員（吉川健康食品 社員・真実の光教 信者） - 高橋駿一[50]、金山大輝[51]、栗田政明、下川真矢
- 江川 - 西野大作[52]
- 熊谷修平[53]、天野アンドリュー真吾[54]、田中光一、本田聡[55]、菅野周平[55]

#### episode.7
- 坂本 / 大庭明人（高校生・平成維新軍・大山の昔のハッカー仲間） - 今井悠貴（第1話・第3話）
- 川上（平成維新軍） - 藤原季節
- 島仲（平成維新軍） - 青野楓
- 鶴岡（平成維新軍） - 勧修寺保都
- 平成維新軍メンバー - 高橋里恩
- 林田（平成維新軍） - 二宮郁
- 大庭雅絵（明人の母） - 菊地裕子（第3話）
- 大庭信（明人の父） - 小沢日出晴
- ニュースキャスター - 新実彰平[56]（第10話）
- 西郷（平成維新軍） - 松岡広大
- 荒木達雄〈18〉（天治大学経営学部 学生・荒木麻美厚生労働大臣の息子） - 小林亮太[57][58]
- 服部淳宏〈19〉（嘉慶大学文学部 学生・服部五郎財務大臣の息子） - 濱田和馬[59][60]
- 伍代慎司〈20〉（弘安大学法学部 学生・伍代秀義内閣官房長官の息子） - 町山博彦
- 陣内士郎〈20〉（明徳大学経営学部 学生・陣内友喜総務大臣の息子） - 才川コージ[61]
- 柘植佳純〈20〉（永正大学経済学部 学生・柘植信光防衛大臣の娘） - 佐倉星
- 浦川祥哉[62]、藤原隆介[62]、小松直樹[62]

#### episode.8
- 上川（神の光教団 幹部） - 利重剛
- 光永（神の光教団 信者） - 森岡豊（第1話）
- 荒井（神の光教団 信者） - 後藤洋央紀[63]
- 久保（神の光教団 信者） - 土井成樹
- 佐藤（田丸に接触するスーツの男・他国のエージェント） - 石田佳央（第9話・第10話）
- 囮の襲撃犯（岡本文科大臣を狙う襲撃犯・神の光教団 信者） - 佐藤滋[64]
- SP（岡本文科大臣のSP） - 岩美宏典、太田了輔
- 伏見 - 石田尚巳
- 金山 - ねりお弘晃[65]
- 足立 - 寺田ムロラン[66]
- 野中（日本教育文化ホールでのイベント主催者） - 仲義代[67]
- リポーター - 小磯一斉
- 武井（公安部） - 見神真二[68]

#### episode.9
- 岸部早苗（正臣の妻） - 相築あきこ（第10話）
- 結城雅（稲見の自衛隊時代の同期・元特殊部隊員） - 金子ノブアキ（第10話）
- 自転車に乗った警官　- 笠松将
- 久松（衆議院議員） - 関口貢[69]
- 芦田 - 豊川智大[70]
- 貝塚 - 松村遼[71]
- 後藤（バーのカップル客） - 下尾悠馬[69]
- 田原 - 志村りお[72]
- 桜川 - 園山千尋[73]
- 森川（警務隊） - 向井康人[69]
- 三島（警務隊） - 加藤銀二[69]
- 岸部正臣（内閣総理大臣） - 竜雷太（第10話）
- 有馬健太、藤田真人、阿部光浩、小作圭輔

#### episode.10
- 岸部大介（岸部総理大臣の長男） - 長田成哉
- 岸部総理の秘書 - 出口高司[74]
- 岩尾悠美〈享年28〉（東京駅 セントラルホテル カフェウェイトレス・結城の恋人・1年前の爆発事故で死亡） - 菊池真琴（第9話）
- 川崎 - 半田浩平[75]
- 豊下智大、畠山大輝、小川智弘[76]

## スタッフ
- 原案・脚本：金城一紀
- 演出：鈴木浩介 / 白木啓一郎（関西テレビ）
- 音楽：澤野弘之、KOHTA YAMAMOTO
- 主題歌：Beverly「I need your love」（avex trax）
- 技術プロデューサー：栁沢雅彦
- 撮影：柳田裕男、松本謙一
- 照明：宮尾康史
- 音声：重松健太郎
- 編集：石川浩通
- CG：瀧沢栄
- 美術プロデューサー：吉田敬
- 美術デザイン：別所晃吉、寺本夏実
- 美術進行：武田俊介
- スタイリスト：Takafumi Kawasaki（西島担当）/藤井享子（石田担当）
- 衣装デザイン：澤田石和寛（小栗担当）
- ガンエフェクト：パイロテック
- 警察公安監修：古谷謙一
- サイバー監修：岩井博樹（デロイト トーマツ サイバーセキュリティ先端研究所 / デロイト トーマツ リスクサービス株式会社）
- スタント&アクション：BOSアクションユニティ
  - アクション監督：田中信彦
  - アクションコーディネーター：和田三四郎
- 技術協力・VFX・CG：オムニバスジャパン
- 美術協力：フジアール
- 企画協力：PAGE TURNER
- 編成：南口博孝（関西テレビ）/狩野雄太（フジテレビ）
- 宣伝：安田宜義、北村友香理（関西テレビ）
- 広告：豊増雄（関西テレビ）
- ホームページ：佐藤英明（関西テレビ）
- データ放送：岩田健吾（関西テレビ）
- ラインプロデューサー：大城哲也
- チーフプロデューサー：笠置高弘（関西テレビ）
- プロデューサー：萩原崇（関西テレビ）
- アソシエイトプロデューサー：坂田佳弘（関西テレビ）
- 制作協力：ジニアス
- 制作著作：カンテレ

## 放送日程
| 各話                                                                         | 放送日  | サブタイトル                                               | 演出       | 視聴率 |
| ---------------------------------------------------------------------------- | ------- | ---------------------------------------------------------- | ---------- | ------ |
| 第1話                                                                        | 4月11日 | 巨悪爆弾テロ事件を防げ! 特捜班始動!                        | 鈴木浩介   | 13.9%  |
| 第2話                                                                        | 4月18日 | 暗殺の真相を暴け                                           | 鈴木浩介   | 11.2%  |
| 第3話                                                                        | 4月25日 | 議員襲撃! テロ阻止せよ                                     | 白木啓一郎 | 12.0%  |
| 第4話                                                                        | 5月02日 | 要人警護! 罪と罰の結末                                     | 鈴木浩介   | 08.4%  |
| 第5話                                                                        | 5月09日 | 潜入捜査の黒い罠                                           | 鈴木浩介   | 10.3%  |
| 第6話                                                                        | 5月16日 | 爆破テロ犯を追え! 国家が隠す闇                             | 白木啓一郎 | 10.2%  |
| 第7話                                                                        | 5月23日 | 平成維新軍の革命! 未来を守れ                               | 鈴木浩介   | 8.7%   |
| 第8話                                                                        | 5月30日 | スパイの罠! 決死の救出大作戦                               | 白木啓一郎 | 10.5%  |
| 第9話                                                                        | 6月06日 | 最強の敵! 特捜班、崩壊                                     | 鈴木浩介   | 10.3%  |
| 第10話                                                                       | 6月13日 | 特捜班、最後の死闘! 国家への復讐計画! 暴走する憎しみの結末 | 鈴木浩介   | 9.6%   |
| 平均視聴率 10.6%（視聴率はビデオリサーチ調べ、関東地区・世帯・リアルタイム） |         |                                                            |            |        |

## 関連商品

### 書籍
- 角川文庫：CRISIS 公安機動捜査隊特捜班（周木律、原案：金城一紀、2017年3月25日、KADOKAWA、ISBN 9784041053935）[80]
  - ドラマとは異なるオリジナル小説
- CRISIS 公安機動捜査隊特捜班 ドラマオフィシャルガイドブック (カドカワムック)、2017年5月22日発売

### DVD・Blu-ray
- CRISIS 公安機動捜査隊特捜班 Blu-ray BOX、2017年9月22日発売
- CRISIS 公安機動捜査隊特捜班 DVD BOX、2017年9月22日発売

### SOUNDTRACK
- 「CRISIS 公安機動捜査隊特捜班」ORIGINAL SOUNDTRACK/BONUS TRACK、澤野弘之 / KOHTA YAMAMOTO、2017年5月24日発売、CDおよび配信

## 日本国外での放送関連
- 2017年4月4日、フランス・カンヌで開催された世界最大級のテレビ番組見本市「MIPTV」で『CRISIS 公安機動捜査隊特捜班』が公式プレミア上映され、出演する西島秀俊がレッドカーペットを歩き、世界100か国から参加している番組バイヤーに番組PRを行った[81]。
- 香港のテレビ局「ViuTV」において、2017年5月27日より放送の予定である。小栗旬と西島秀俊が、ViuTVのために番組宣伝を行った映像が放送されている。[要出典]

## 受賞
- 第8回コンフィデンスアワード・ドラマ賞(2017年4月期) 
  - 主演男優賞（小栗旬）[82]
  - 新人賞（新木優子）[83]
- ジャパンアクションアワード2018[84][85]
  - ベストアクション作品賞 優秀賞
  - ベストアクションシーン賞 優秀賞
  - 優秀男優賞（小栗旬）
- 東京ドラマアウォード2017
  - 連続ドラマ部門優秀賞[86]
- 第93回ザテレビジョンドラマアカデミー賞 監督賞（黒木浩介・白木啓一郎）[87]